# Правила спільного життя
Правила спільного життя (англ. Rules of Engagement) —  американський серіал (ситуаційна комедія), який показували на каналі CBS з 5 лютого 2007 року до 20 травня 2013 року, спочатку як заміну в середині сезону . Серіал був знятий компанією Адама СендлераHappy Madison Productions у співпраці з телевізійними студіями каналів CBS і Sony Pictures Television (SPT контролює північноамериканські права, в той час як CBS контролює міжнародні права).
Шоу отримувало негативні відгуки протягом всього свого перебування в ефірі. Незважаючи на це, воно мало досить хороші рейтинги, що і тримало позиції шоу протягом всіх 100 епізодів більше, ніж сім сезонів.

## Сюжет
Дві пари і декілька їхніх спільних друзів намагаються впоратися з труднощами в знайомстві один з одним, прихильності один до одного та з проблемами в своїх шлюбах. Це виглядає по-різному на певних етапах їхнього життя. Так, Патрік Уорбертон і Мегін Прайс — подружня пара, яка вже тривалий час разом,  Олівер Хадсон і Б'янка Кайліч — неодружена пара закоханих, Девід Спейд і Адхір Кальян (останнього додають в 3 сезоні) — їхні все ще самотні друзі. Вони часто збираються разом, щоб смачно поїсти і обговорити свої проблеми в кафе «Острів їжі».

## Актори і персонажі

### Головні герої
- Патрік Уорбертон, у ролі Джеффа Бінгхама, фінансовий менеджер і чоловік Одрі з 12 серпня 1995. Він є доволі незворушною, холодною, уїдливою особою з почуттям власної гідності, особливо коли має справу з Расселом і Адамом, але він не є садистом чи недоброю людиною, просто іноді буває іронічним і з своєрідним почуттям гумору. Він любить спорт (команди Нью-Йорк Рейнджерс, Нью-Йорк Нікс), оминає все, що може спричинити чутливість і часто розглядає свій шлюб як змагання, не дозволяючи Одрі "взяти верх". Він часто скаржиться на нудну роботу Одрі, яка працює вчителькою історії, також часто забуває про їхні плани або справи, які дружина попросила завершити. Він дуже економний і обережний зі своїми грошима — настільки, що купуватиме шкарпетки в Нью-Джерсі, щоб уникнути сплати додаткового податку, намагається перешкоджати Одрі витрачати занадто багато грошей. Він часто згадує своє перебування в коледжі в Сірак'юсі.
- Мегін Прайс, як Одрі Бінгхам, родом з Лінкольна, штат Небраска, редактор журналу Living Indoor (згодом пішла у відставку), дуже напориста дружина Джеффа. Вона любить робити все експромтом, наприклад, коли вона купує меблі в інтернеті або шиє ковдру зі старих футботок Джеффа. Вона терпить нечутливість свого чоловіка тому, що вона знає, що він не байдужий і буде робити все, що потрібно, щоб покращити певну ситуацію, як тільки він усвідомлює свою помилку. Як пара, вони обоє можуть бути дуже поблажливим один до одного для того, щоб узяти гору, і зазвичай не люблять признаватися іншому в тому, що вони були неправі, а саме: коли вони обоє неодноразово брехали про своє місце перебування під час відпочинку, або коли тітка Одрі повинна була відвідати їх, але захворіла. Однак вони часто визнають, де обидва були неправі і вибачаються. Одрі отримує задоволення від спілкування зі своїми друзями, коли вони висміюють одні одних, однак вона часто зберігає свої найбільш в'їдливі жарти для Рассела. Вона часто наполягає на тому, що вона це «людина-особистість», але її спроби довести це зазвичай призводять до невдач (наприклад, колега подала на неї скаргу щодо сексуального домагання). Одрі любить думати про себе як про особу, яка розумніша від своїх друзів. Вона відчайдушно хоче сподобатися людям і  справити на них враження, однак її спроби бути милосердною і товариською часто завершуються її розчаруванням в результаті власного почуття незвичності до такого ставлення до інших, або ж через манери Джеффа. Вона і Джефф мають дитину, Шіа, сурогатною матір'ю якої є Бренда. Це сталося після того, як Одрі припустила, що вона ніколи не зможе завагітніти, проте в фіналі виявилося, що вона насправді вагітна дитиною Джеффа.
- Б'янка Кайліч, як Дженніфер Родс, харизматична в житті, дружина Адама, яка терпить недоліки в його зовнішності завдяки своїй добродушності. Вона дуже сором'язлива і через його наївність вона часто намагається позбавити його незручності від зовнішності. У неї є потреба в гострих відчуттях, і вона може легко маніпулювати Адамом і робити те, що хоче, однак згодом часто відчуває себе винною за це. Вона і Адам часто наївні щодо своїх подальших стосунків, оскільки вони зазвичай передбачають, що вони в майбутньому не будуть сваритися, як Джефф і Одрі, які часто сміються з них, стверджуючи, що вони ще нічого не розуміють в стосунках і є надто оптимістичними, думаючи, що зможуть домовитися між собою про все. Проте, незважаючи на всі зусилля, наслідки часто бувають протилежними, особливо коли вони намагаються працювати разом, щоб скоротити витрати, або коли між ними сталася серйозна суперечка в той момент, коли пара намагалась спланувати свій майбутній відпочинок у вихідні.
- Девід Спейд, як Рассел Данбар, розпусний друг одного з головних героїв, боса Адама і також  друг Тіммі. Рассел дуже швидко розмовляє і є невиправним оптимістом, коли справа доходить до жінок, навіть часто ігноруючи численні судові позови, висунуті проти нього щодо сексуальних домагань до жінок. Він також є некомпетентним менеджером з нерухомості і розвитку бізнесу свого батька, Dunbar Industries. Якщо залишити його без власного телефона і змусити піклуватися про себе без сторонньої допомоги (наприклад, без допомоги Тіммі), він повністю знищить свій офіс протягом декількох хвилин. З нього часто знущалися через його низький ріст (особливо Джефф), вибір одягу, схильність до молодих жінок, для яких він за віком міг би бути батьком. Окрім того, він часто використовує своє багатство, щоб привабити жінок і робити все, що він хочеться. В епізоді 6-го сезону «Душ Одрі» Рассел бере перерву від такого життя і починає показувати багато своїх творчих талантів. Це проявляється в спогадах, в яких, за його словами, він був розумною дитиною і мав неабиякі музичні таланти, поки не побачив, як зламалося його піаніно, і тоді він вирішив обрати інший шлях у житті. Його улюблений вислів після недовірливих питань про його вчинки: "Я зробив це випадково ". У фінальних серіях Рассел пропонує Тіммі укласти угоду про шлюб, щоб допомогти Тіммі уникнути депортації.
- Адхір Калян, як Тіммі (з 3 Сезону, регулярно з'являвся у сезонах 4-7), якого Рассел наймає як свого помічника. Він лагідний і винахідливий, часто зіштовхується з Расселом в словесних перепалках. Незважаючи на те, що він вільно говорить на семи мовах і має ступінь MBA Оксфордського університету, Тіммі часто змушений робити чорну роботу або вирішувати тривіальні проблеми Рассела. Багато зі схем Рассела огидні йому і він часто бачить їх наскрізь, тому може це використати проти Расселла. Він грає в крикет, а також є пристрасним шанувальником Бостон Брюїнс. У фінальній серії робоча віза Тіммі закінчується, і йому загрожує депортація. У нехарактерній для Рассела самовідданості він вирішує  неприємним способом допомогти Тіммі залишитися в США: пропонує укласти з ним фіктивний шлюб. Це спричинило критику, через те що в 5 сезоні було сказано, що Тіммі є громадянином США протягом 10 років (цей епізод було показано, коли Рассел хотів його звільнити). Це вже не вперше виявилися несподівані речі в епізодах з Тіммі, наприклад, коли він під час гри в бейсбол з подругою Елісон каже, що він був єдиною дитиною в сім'ї, проте в наступному сезоні, в епізоді "Set-Up", він уже розповідає, що у нього є сестра Сімран, яка живе в Чикаго.

### Основні Другорядні персонажі
- Діана Селлер, як Дорін, офіціантка в кафе «Острів їжі».
- Уенді МакЛендон-Кові, як Ліза, несимпатична, дратівлива, неприваблива сусідка і подруга Одрі, яка (Уенді) живе навпроти Бінгамсів. Коротка передісторія: в 6-ому сезоні вона була одружена з Расселом, але згодом вони розлучилися. У сезоні 7, епізод 7, вона зізналася Расселу, що є  сексуальною наркоманкою і що зраджувала йому кілька разів (з декількома партнерами) під час їхнього нетривалого шлюбу.
- Сара Р'ю, як Бренда, напарниця Джеффа по команді з бейсболу, яка погоджується стати сурогатною матір'ю для Одрі і Джеффа.
- Єглей, як Трейсі, колега Одрі, яка завжди голодна.
- Бет Літтлфорд, як Лора, інша голодна людина і колега Одрі.
- Тарін Саузерн, як Еллісон, об'єкт уподобань Тіммі, між ними процвітає службовий роман, проте він закінчується, коли вона виїжджає.
- Джефф Пірсон, як Франклін Данбар, заможний, розпусний батько Рассела.
- Орландо Джонс, як Бред, веселий друг Джеффа з тренажерного залу, який врешті знайшов собі хороших друзів серед товаришів  Джеффа.
- Гізер Локлір, як Барбара, сестра Одрі, в яку Рассел закоханий.
- Джоан Коллінз, як Банні Данбар, багата матір Рассела.

## Рейтинг у США
|  | Сезон | Час показу                                                | Кількість епізодів | Дата             | Глядачі(мільйони) | Дата             | Глядачі (в мільйонах) | Телевізійні сезони | Загальний залік | Глядачі (в мільйонах) |
|  | 1     | Понеділок 9:30 вечора                                     | 7                  | 5 лютого 2007    | 14.83             | 19 березня, 2007 | 9.26                  | 2006–07            | 25              | 12.38                 |
|  | 2     | Понеділок 9:30 вечора                                     | 15                 | 24 вересня 2007  | 12.23             | 19 травня, 2008  | 12.29                 | 2007–08            | 33              | 10.89                 |
|  | 3     | Понеділок 9:30 вечора                                     | 13                 | 2 березня2009    | 11.82             | 18 травня, 2009  | 12.87                 | 2008–09            | 24              | 11.37                 |
|  | 4     | Понеділок 9:30 вечора                                     | 13                 | 1 березня, 2010  | 9.73              | 24 травня, 2010  | 8.23                  | 2009–10            | 50              | 7.91                  |
|  | 5     | Понеділок 8:30 вечора (2010-11) Четвер 8:30 вечора (2011) | 24                 | 20 вересня, 2010 | 8.35              | 19 травня, 2011  | 8.80                  | 2010–11            | 49              | 8.77                  |
|  | 6     | Четвер 8:30 вечора                                        | 15                 | 20 жовтня, 2011  | 11.45             | 17 травня, 2012  | 7.17                  | 2011–12            | 42              | 10.10                 |
|  | 7     | Понеділок 8:30 вечора                                     | 13                 | 4 лютого, 2013   | 6.25              | 20 травня , 2013 | 6.25                  | 2012–13            | 23              | 7.69                  |

## Нагороди та номінації
| Рік                                                  | Нагороди                              | Категорії                                            | Одержувачі                                 | Результат |
| ---------------------------------------------------- | ------------------------------------- | ---------------------------------------------------- | ------------------------------------------ | --------- |
| 2007                                                 | Primetime Emmy Award                  | Outstanding Cinematography for a Multi-Camera Series | Уейн Кеннан                                | Номінація |
| 2007                                                 | Teen Choice Award                     | Choice TV Actor: Comedy                              | Девід Спейд                                | Номінація |
| 2008                                                 | Art Directors Guild Award             | Excellence in Production Design                      | Бернард Візга і Джері Келтер               | Номінація |
| 2008                                                 | BMI Film and TV Award                 | Best TV Music                                        | Девід Шварц                                | Перемога  |
| 2009                                                 | BMI Film and TV Award                 | Best TV Music                                        | Еван Франкфурт, Берт Селен і Джордж Ріттер | Перемога  |
| 2009                                                 | Art Directors Guild Award             | Excellence in Production Design                      | Бернард Візга Джері Келтер                 | Номінація |
| 2009                                                 | ASCAP Film and Television Music Award | Top Television Series                                | Стів Мазур, Том Полс і Дерек Шханйче       | Перемога  |
| 2010                                                 | Primetime Emmy Award                  | Outstanding Art Direction for a Multi-Camera Series  | Бернард Візга , Джері Келтер               | Номінація |
| 2011                                                 | Primetime Emmy Award                  | Outstanding Art Direction for a Multi-Camera Series  | Бернард Візга , Джері Келтер               |           |
| Outstanding Cinematography for a Multi-Camera Series | Primetime Emmy Award                  | Уейн Кеннан                                          | Номінація                                  |           |
| 2012                                                 | BMI Film and TV Award                 | Best TV Music                                        | Берт Селен і Джордж Ріттер                 | Перемога  |
| 2012                                                 | Image Award                           | Outstanding Directing in a Comedy Series             | Леонард Р. Гарднер молодший                | Перемога  |
| 2013                                                 | BMI Film and TV Award                 | Best TV Music                                        | Берт Селен і Джордж Ріттер                 | Перемога  |

## Міжнародний показ
| Країна               | Канали                                | Прем'єра                                             | Час показу                                                          |
| -------------------- | ------------------------------------- | ---------------------------------------------------- | ------------------------------------------------------------------- |
| Австралія            | Network Ten ven TV1                   | Лютий 13, 2008 Травень 15, 2012 2010                 | Неділя 7:00 вечора Вівторок 8:00 вечора Середа 7:30 вечора          |
| Австрія              | ORF eins Puls 4                       | 21травня, 2012 19 грудня , 2012                      | Понеділок–П'ятниця, 12:05 дня Середа –П'ятниця, 10:55 вечора        |
| Бельгія              | 2BE                                   | 20 січня , 2008                                      | Четвер 7:30 вечора                                                  |
| Боснія і Герцеговина | RTRS, Comedy Central Extra            | 12 лютого , 2009                                     | Понеділок 21:00 вечора                                              |
| Болгарія             | Fox Life                              | 10 грудня ,2010                                      | Вівторок 11:30 вечора                                               |
| Канада               | City                                  | 5 лютого, 2007                                       | Четвер 8:30 вечора                                                  |
| Хорватія             | Fox Life, RTL 2. Comedy Central Extra |                                                      | Середа 10:30 вечора                                                 |
| Кіпр                 | FOX Greece / Sigma TV                 | 12 жовтня, 2012 / вересень 2016                      | Понеділок -П'ятниця 11:30 вечора, 2 серії                           |
| Естонія              | Fox Life                              | 14 квітня ,2010                                      | Вівторок — Четвер 10:00 вечора                                      |
| Франція              | M6                                    | 1 квітня, 2011                                       | Понеділок — П'ятниця 10:15 ранку                                    |
| Німеччина            | kabel eins Fox Channel Comedy Central | 12 Листопада, 2009 2 січня, 2012 12 Листопада , 2012 | Понеділок — П'ятниця 11:00 вечора Понеділок — П'ятниця 11:05 вечора |
| Індія                | Big CBS Love Comedy Central           |                                                      | Понеділок — Четвер 10:30 вечора                                     |